# Hestiaia in Euböa
Hestiaia war in der griechischen Antike eine alte und bedeutende Stadt auf der Insel Euböa, 5 km vor der Nordküste. Das Gebiet von Hestiaia umfasste den ganzen Norden, ungefähr 25 % der Insel Euböa. Ab 445 v. Chr. wird die Stadt auch Oreos (Ὠρεός), lateinisch Oreus, genannt. Oreos lag östlich der Mündung des Flusses Kallas (heute der Xerias) und am Fuße des Berges Telethrium, gegenüber Antron an der thessalischen Küste gelegen. Ursprünglich zwei Orte, wurden sie nach dem Peloponnesischen Krieg zusammengelegt und der Name Oreos dominierte. Heutiger Name von Oreos ist Oreoi, während die heutige Siedlung Istiéa weiter östlich liegt (siehe unten zur Geschichte).

## Zum Namen
Hestiaia, altgriechisch feminin: Ἑστίαια; episch: Ἱστίαια Histiaia; ionisch auch:  Ἱστιαίη Histiaie, Ἱστιαεῖς Histiaeis,  Ἱστιαῖοι Histaioi,  Ἱστιαιῆτις Histiaietis, Ἱστιαιῶτις Histiaiotis; neugriechisch: Ιστιαία Istiea; Einwohner:  Ἑστιαιεύς Hestiaieus oder Ἱστιαιεύς Histiaieus oder im Plural auch Ἱστιαῖοι Histiaioi.
Abgeleitet vom Städtenamen wurde der gesamte äußerste Norden Histiaiotis (Ἱστιαιῶτις), ionisch Histiaietis (Ἱστιαιῆτις) genannt.
Später wurde es nach der benachbarten Siedlung, in der Athen 446 v. Chr. eine Kolonie gründete und mit Kleruchen besetzte, Oreos oder Oreoi (Ὠρεοί, heute Orei = neugr. Ωρεοί) genannt. Heute sind die modernen Orte Orei an der Küste und Istiea im Landesinneren zwei ca. 5 km voneinander getrennte Städte.

## Zur Geschichte
Schon Homer nennt die Stadt und belegt sie mit dem Beinamen „traubenreich“ (πολυστάφυλος).
Hestiaia wurde in den Perserkriegen nach der Schlacht bei Artemision von den Persern besetzt.
Nach der Vertreibung der Perser kam Hestiaia zusammen mit den anderen Städten Euböas unter die Hegemonie von Athen und gehörte zum Attischen Seebund.
Nach einem Aufstand der Insel Euböa gegen Athen 445 v. Chr. wurden die Einwohner von Hestiaia nach der Eroberung der Insel durch Perikles vertrieben. Die anderen Städte wurden geschont. Daraus kann man schließen, dass Hestiaia eine führende Rolle im Aufstand gespielt hat und deshalb hart bestraft wurde. Athen siedelte athenische Kolonisten an. Von dieser Zeit an wechselte der Name wohl zu Oreos.
Im zweiten Aufstand der Insel gegen Athen 411 v. Chr. soll Hestiaia als einzige Stadt von Euböa den Athenern treu geblieben sein.
Am Ende des Peloponnesischen Kriegs wurde Hestiaia von Sparta unterworfen, die athenischen Siedler wurden vertrieben und ein Teil der alten Einwohner wieder zurückgeholt. Hestiaia hielt in Zukunft zu Sparta und blieb gegen Athen feindlich eingestellt. Im Thebanischen Krieg, nach der Schlacht bei Leuktra, lehnte sich die Stadt gegen Sparta auf. Während der Diadochenkriege und der Auseinandersetzungen in der hellenistischen Zeit wurde es mehrmals umkämpft.
Livius nennt für die Stadt im Zusammenhang mit dem 2. Punischen Krieg zwei Burgen, eine über dem Meer und eine in der Mitte der Stadt.
Im Ersten Makedonisch-Römischen Krieg zwischen Rom und Philipp V. wird die Stadt 199 v. Chr. von den  Römern erobert. Der ältere Plinius erwähnt es im 1. Jahrhundert n. Chr. als verlassenen Ort.
1474 wird erstmals der ungefähr zwei Kilometer weiter östlich liegende Ort Xirochóri erwähnt, der nach der Gründung des griechischen Staates 1833 in Istiéa (Ιστιαία) umbenannt wurde. Bis 2010 bildete Istiéa eine eigene Kommune, seit dem Kallikratis-Programm ist der Ort Sitz der Großkommune Istiea-Edipsos. Der eigentliche Ort Istiéa hat 7353 Einwohner (2001) und ist die größte Siedlung in Nordeuböa. Auch Orei (3329 Ew. 2001), das zuvor eine eigene Stadt bildete, ist Teil der Großkommune Istiea-Edipsos.